# NGC 7152
NGC 7152 est une galaxie spirale barrée située dans la constellation du Poisson austral. Sa vitesse par rapport au fond diffus cosmologique est de 6 252 ± 21 km/s, ce qui correspond à une distance de Hubble de 92,2 ± 6,5 Mpc (∼301 millions d'al). NGC 7152 a été découverte par l'astronome britannique John Herschel en 1835.
La classe de luminosité de NGC 7152 est II et elle présente une large raie HI.
À ce jour, dix mesures non basées sur le décalage vers le rouge (redshift) donnent une distance égale à 76,730 ± 7,933 Mpc (∼250 millions d'al), ce qui est à l'extérieur des valeurs de la distance de Hubble. Notons que c'est avec la valeur moyenne des mesures indépendantes, lorsqu'elles existent, que la base de données NASA/IPAC calcule le diamètre d'une galaxie et qu'en conséquence le diamètre de NGC 7152 pourrait être d'environ 45,6 kpc (∼149 000 al) si on utilisait la distance de Hubble pour le calculer.